# David Silvius
David Silvius, född 10 december 1663, begravd 6 oktober 1732, var en svensk ämbetsman och politiker.
David Silvius var son till lagmannen Johan Sylvius. Han blev student vid Uppsala universitet 1677. Efter att ha företagit utrikesresor och innehaft längre tjänster i ämbetsverken blev han sekreterare i Kommerskollegium 1710. 1720 blev han kommerseråd (titulärt redan 1719), och under 1720-talet var han medlem av olika kommissioner samt av Sundhetskollegium. Han var förespråkare för en moderat merkantilism. Silvius var medlem av det utskott, som utarbetade riksdagsordningen 1723. Han framträdde som det nya statsskickets teoretiker i den märkliga skriften Påminnelser angående successionsrättigheten i Sveriges rike, samt det så kallade souveraine väldet, vilket tillkom i januari 1719 och trycktes 1720. Denna skrift är ett representativt uttryck för tidens ledande statsrättsliga och politiska idéer, speciellt influerad av kalvinska synpunkter och engelsk statsrättslig litteratur. Silvius förordade ett konstitutionellt styrelsesätt med full säkerhet för person och egendom. Han polemiserade kraftigt mot enväldets statsrätt och hävdade ständernas rätt att ingripa för den händelse suveränen utan hänsyn till arvföreningens bestämmelser genom testamentariskt förfarande försöker förfoga över kronan. Uppenbarligen var Silvius befordran till kommerseråd en politisk belöning för hans skrift. I religiöst avseende anslöt sig Silvius till den konservativa svenska pietismen. Vid riksdagen 1726–1727 framlade han Oförgripeligit betenckande angående ett öfverconsistorii inrättande i Sveriges rijke (tryckt 1730). Av Emanuel Linderholm har det betecknats som "pietismens bäst genomtänkta förslag till reformering av kyrkan". Enligt betänkandet borde ständerna utöva den högsta makten inom kyrkan. Det bekämpades av den högsta kyrkoledningen och prästerskapet. Silvius förslag godtogs av majoriteten inom en 1727 tillsatt ecklesiastikdeputation, vilken dock upplöstes utan att frågan kom upp till behandling av ständerna.